# フィラデルフィア (パラグアイ)
フィラデルフィア（スペイン語: Filadelfia）は、パラグアイ西部のグランチャコにある町で、ボケローン県の県都。首都アスンシオンから車で5時間ほどかかる。フェルンハイム入植地の中心地である。

## 歴史
ソビエト連邦から逃れてきたロシア系メノー派によって、1930年に建設された。チャコ戦争では最前線となったが、被害は小さかった。第二次世界大戦ではドイツ系入植者のなかにナチスを支持する者が現れたが、後に追放された。

## 社会基盤
町には博物館、図書館、ラジオ局、病院がひとつずつある。郊外の入植地にある村々は、先住民居留地のようにチュルピ族、レングア族、トバ＝ピラガ族、サナパナ族、アヨレオ族など先住民族の比率が高い。町内のスーパーマーケットは、チャコを行く者にとって食糧雑貨を手に入れることのできる最後の場所である。水道は地下水が塩分を含んでいて飲めないので、ほとんどが雨水を地下の貯水槽にためて使っている。町の東およそ5キロにあるトレボル公園は、観光客のためのキャンプ場にされている。

## 交通
アスンシオンからフィラデルフィアを通って、70キロ先のマリスカル・エスティガリビアの検問所まで、舗装された新しい道路が続いている。検問所からもボリビア国境まで道はあるが、ほとんど通行不能である。

## ゆかりの人物
- ペーテル・P・クラッセン - ロシア系メノー派の作家、歴史家。当地在住。
- ビック・テイブズ - カナダの公安相。1952年、当地生まれ。